# Portal de Miranda

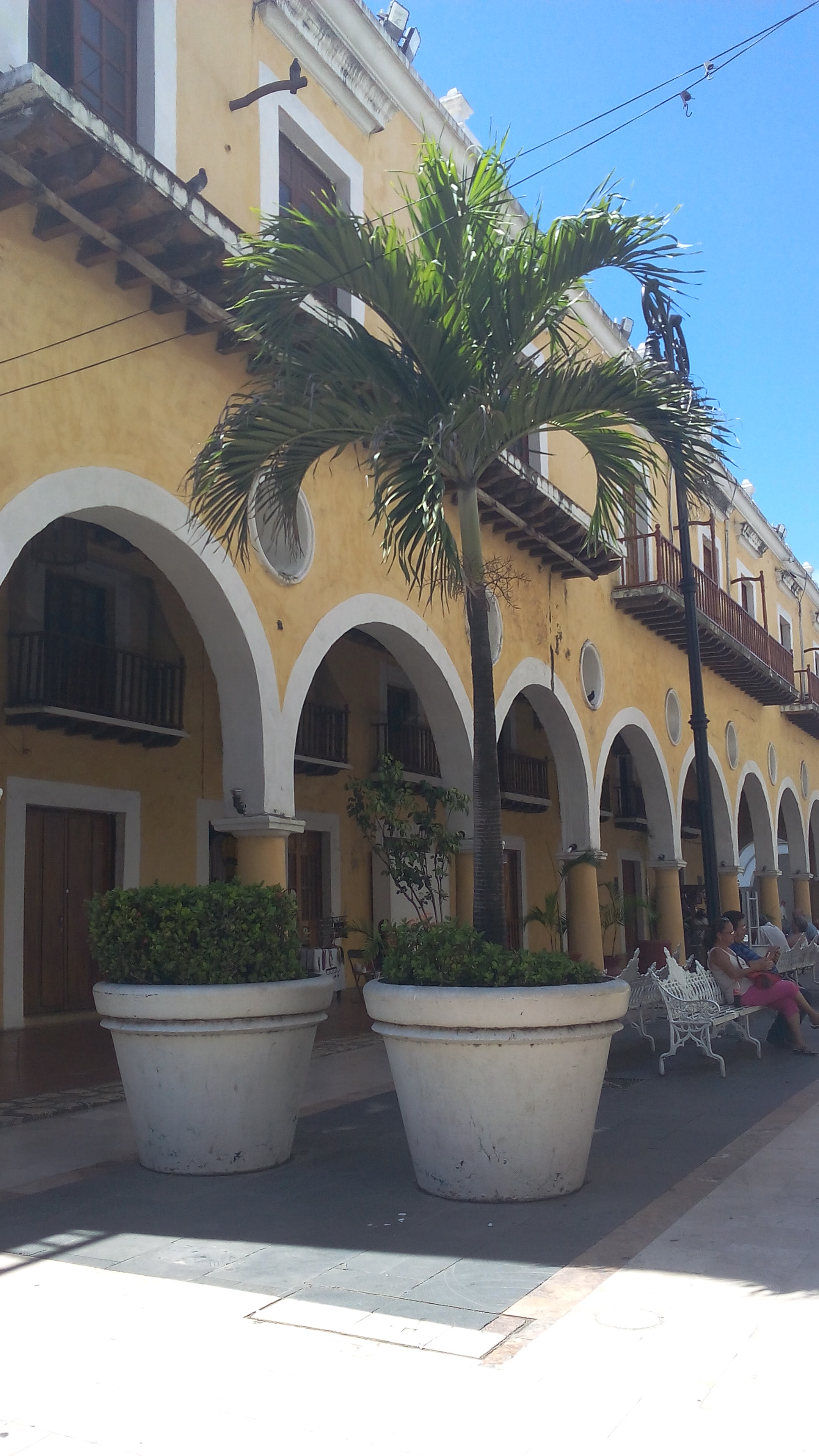
Portal de Miranda

El Portal o Los Portales de Miranda es el nombre con el que se le conoce a una construcción civil del centro histórico de la ciudad y puerto de Veracruz, distintiva por sus portales abalaustrados, construida en el siglo XVIII por una familia de cargadores a Indias de apellido Miranda, a la que pertenecieron Martín de Miranda, alcalde ordinario de Veracruz, Miguel Ignacio de Miranda, fundador y cónsul primero del Real Consulado de Veracruz, Juan Antonio de Miranda, fundador y síndico del Real Consulado de Veracruz, entre otros.
Fue construido al igual que la mayor parte de las edificaciones realizadas en el Veracruz amurallado, con "piedra múcara", compuesto de madrepóra sacada de los arrecifes de los alrededores junto con ladrillos, adheridos con cal y arena, su origen data del siglo XVIII.
Se encuentra ubicado frente al edificio Trigueros y su historia ha sido fundamental para la rutina comercial porteña, funcionó como local de la mueblería La Favorita en el siglo XIX de la cual era propietario el señor José Izazola.
Esta mueblería hizo funciones de aula escolar en el tiempo que duró la invasión norteamericana de 1914, además de ser sede de la junta de administración civil y servir como escenario de reuniones de comerciantes, estos portales fueron un lugar de paseo favorito para el gran poeta Salvador Díaz Mirón.
En los años 30`s la mueblería fue comprada por Mario Campa. En el período de gobierno de Rafael Murillo Vidal el inmueble fue sometido a una completa restauración (1975), aunque el edificio volvió a desocuparse años más tarde.
El inmueble fue tomado a cargo del Instituto Veracruzano de la Cultura para darle mantenimiento en el año de 1998, convirtiéndose en sede de la fototeca de la ciudad de Veracruz donde se realizan exposiciones y cursos, además de una librería.